# Buus
Buus is een gemeente en plaats in het Zwitserse kanton Basel-Landschaft, en maakt deel uit van het district Sissach.
Buus telt 980 inwoners.